# Serie A1 1991-1992 (hockey su pista)
La Serie A1 1991-1992 è stata la 69ª edizione (la 43ª a girone unico) del massimo campionato italiano di hockey su pista maschile. Al termine dei playoff il Roller Monza conquistò il suo terzo scudetto sconfiggendo il Seregno in finale playoff.

## Formula
Per la stagione 1991/1992 il campionato si svolse tra 16 squadre che si affrontarono in un girone unico, con partite di andata e ritorno. Al termine della stagione regolare si disputarono i playoff scudetto che videro le prime dieci classificate sfidarsi al meglio delle tre partite a partire dalle semifinali. Oltre al turno preliminare playoff ci fu l'allargamento dei playout a due gironi da 6 squadre (12 partecipanti contro le 8 del passato).

## Squadre partecipanti
| - AFP Giovinazzo Pol. - Thiene (Estel) - Novara (Imit) - Forte dei Marmi - Roller Monza (Essebì) - Trissino (Con. Mastrotto) - Amatori Lodi (Faip) - Rollen Pordenone | - Reggiana (Snatt) - CGC Viareggio (Primomercato) - Seregno (Mobilsigla) - Marzotto Valdagno - HC Correggio (Veroni Scat) - Bassano (Elektrolume) - Amatori Reggio Emilia - Follonica (Wintec) |

## Classifica finale
|  | Pos. | Squadra               | Pt | G | V | N | P | GF | GS | DR |
|  | ---- | --------------------- | -- | - | - | - | - | -- | -- | -- |
|  | 1.   | Seregno               | 51 |   |   |   |   |    |    |    |
|  | 2.   | Roller Monza          | 48 |   |   |   |   |    |    |    |
|  | 3.   | Novara                | 47 |   |   |   |   |    |    |    |
|  | 4.   | Thiene                | 42 |   |   |   |   |    |    |    |
|  | 5.   | Bassano               | 37 |   |   |   |   |    |    |    |
|  | 6.   | CGC Viareggio         | 34 |   |   |   |   |    |    |    |
|  | 7.   | Marzotto Valdagno     | 30 |   |   |   |   |    |    |    |
|  | 8.   | Rollen Pordenone      | 27 |   |   |   |   |    |    |    |
|  | 9.   | Amatori Lodi          | 27 |   |   |   |   |    |    |    |
|  | 10.  | Trissino              | 26 |   |   |   |   |    |    |    |
|  | 11.  | HC Correggio          | 24 |   |   |   |   |    |    |    |
|  | 12.  | Reggiana              | 24 |   |   |   |   |    |    |    |
|  | 13.  | Amatori Reggio Emilia | 23 |   |   |   |   |    |    |    |
|  | 14.  | Follonica             | 21 |   |   |   |   |    |    |    |
|  | 15.  | AFP Giovinazzo Pol.   | 20 |   |   |   |   |    |    |    |
|  | 16.  | Forte dei Marmi       | 2  |   |   |   |   |    |    |    |

Legenda:

      Qualificate ai play-off
      Qualificate al turno preliminare play-off
      playout

## Play-off scudetto

### Squadre partecipanti
| - Thiene - CGC Viareggio - Roller Monza - Seregno - Trissino (turno preliminare) - Amatori Lodi (turno preliminare) - Rollen Pordenone (turno preliminare) - Novara (turno preliminare) - Marzotto Valdagno (turno preliminare) - Bassano (turno preliminare) | - Amatori Vercelli (serie A2) (turno preliminare) - Hockey Club Lodi (serie A2) (turno preliminare) |

## Playout

### Squadre partecipanti[2]
| - Salerno (Serie A2) - Amatori Reggio Emilia - HC Correggio - Breganze (Serie A2) - Primavera Prato (Serie A2) - Sandrigo (Serie A2) | - Reggiana - Follonica - Roller Salerno (Serie A2) - Rotellistica Novara (Serie A2) - Amatori Modena (Serie A2) - Rotellistica Matera (Serie A2) |

## Verdetti
- Roller Monza (Essebì) - Campione d'Italia 1991-1992.
- AFP Giovinazzo Pol. e  Forte dei Marmi (dopo la stagione regolare),  HC Correggio (dopo i playout) - retrocesse in Serie A2.

### Libri
- Paolo Virdi, 50 minuti di gloria. Gli anni moderni dell'hockey pista. Volume 1, Lodi, Lodinotizie, 2012, ISBN 978-88-908803-0-8.